# Viktors Morozs
Viktors Morozs (nascut el 30 de juliol de 1980) és un futbolista letó que juga com a migcampista, actualment al club Skonto Rīga de la lliga letona de futbol. També és internacional amb Letònia.

## Palmarès
Skonto FC
- Lliga letona (5): 2000, 2001, 2002, 2003, 2004
- Copa letona (3): 2000, 2001, 2002